# Trematodon hildebrandtii
Trematodon hildebrandtii är en bladmossart som beskrevs av C. Müller 1876. Trematodon hildebrandtii ingår i släktet tranmossor, och familjen Bruchiaceae. Inga underarter finns listade i Catalogue of Life.